# Tomb Raider III: Adventures of Lara Croft
Tomb Raider III  (também conhecido como Tomb Raider III: Adventures of Lara Croft) é um jogo eletrônico de ação-aventura desenvolvido pela Core Design e publicado pela Eidos Interactive. Foi lançado para PlayStation e Microsoft Windows em 1998. Tomb Raider III é o terceiro título da franquia Tomb Raider e uma sequência de Tomb Raider II. A história do jogo segue a arqueóloga-aventureira Lara Croft enquanto ela embarca em uma missão para recuperar quatro pedaços de um meteorito que estão espalhados pelo mundo. Para progredir no jogo, o jogador deve completar uma série de níveis que envolvem resolver quebra-cabeças, atravessar locais perigosos e derrotar inimigos.
Tomb Raider III foi construído em uma versão atualizada do motor usado por seus antecessores. O motor oferece melhor eficiência de velocidade e novos recursos gráficos, como iluminação colorida e polígonos triangulares, permitindo aos desenvolvedores obter maiores detalhes e geometria mais complexa. O jogo foi projetado para estar mais alinhado com a jogabilidade de resolução de quebra-cabeças do primeiro Tomb Raider, em oposição ao estilo mais voltado para tiros de Tomb Raider II.
Acompanhado por uma enorme campanha de marketing, Tomb Raider III foi um sucesso comercial, vendendo aproximadamente seis milhões de cópias mundialmente. Embora o jogo tenha recebido críticas geralmente favoráveis, ele não se saiu tão bem quanto seus antecessores, com os críticos geralmente concordando que o jogo não conseguiu mudar a mesma fórmula testada e comprovada. A jogabilidade difícil e implacável do jogo também recebeu críticas negativas. Tomb Raider III foi portado para computadores Mac OS em 1999 e lançado como Clássico do PSOne na PlayStation Network em 2011. Um pacote de expansão contendo seis novos níveis, subtitulado The Lost Artefact, foi lançado em 2000. Uma versão remasterizada do jogo, junto de seu pacote de expansão, foi incluída em Tomb Raider I–III Remastered em 2024.

## História
Um enorme cometa havia atingido a área da Antártica no tempo em que ela era formada por grama e enormes árvores, que caíram com a queda do cometa. Do cometa é obtido um material estranho, que dá poderes e acelera a evolução do ser, que foi descoberto por Charles Darwin durante o HMS Beagle, dando origem a teoria. O material se fundiu em quatro artefatos com maior poder ainda, as quatro pedras. Uma parte caiu no mar, onde boiou até a Índia, outra parte foi também levada pelo mar, até ilhas no Pacífico Sul, outra foi levada até o Museu Britânico por Darwin, mas roubado por vândalos de Sophia Leigh, e a última, ficou lá, onde logo depois, os Estados Unidos encontrou o cometa e o levou para estudos na Área 51. Nessa aventura Lara Croft sai em busca de quatro poderosos artefatos que estão espalhados pelos quatro cantos do planeta. Lara procura inicialmente na Índia, pensando que a origem dos artefatos seja lá, mas o Doutor Willard acaba a contando a história dos marinheiros de Darwin que encontraram os artefatos fundidos pelo chão de uma caverna, próximo ao cometa. Após invadir o secreto compartimento da Área 51, fugir com uma relíquia muito importante de canibais e acabar com os planos malignos de uma empresária, que trabalha na área de cosméticos, Lara retorna a Antarctica para devolver o cometa os artefatos e deixar com que ninguém os roube de novo, mas Willard rouba para si os artefatos para seus próprios bens, fazendo Lara ter que ir atrás dele pela Antarctica. Depois que Willard se arrepende da aceleração da evolução, ele acaba sendo morto por Lara, que foge em um helicóptero, a caminho do Museu Britânico.